# William H. Dubois

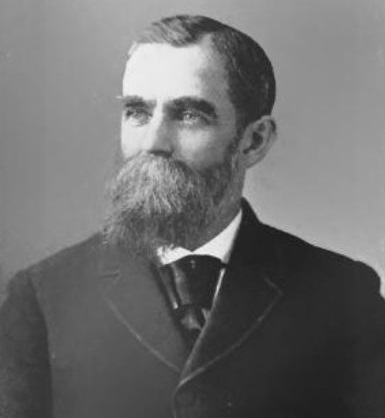
William Henry DuBois

William Henry DuBois (* 24. März 1835 in West Randolph, Vermont; † 14. Mai 1907 ebenda) war ein US-amerikanischer Kaufmann, Bankier und Politiker, der von 1882 bis 1890 State Treasurer von Vermont war.

## Leben
William Henry DuBois wurde im Village West Randolph als Sohn von Earl C. und Anna Lamson DuBois geboren. Er besuchte die lokalen Schulen und neben seinem Studium an der West Randolph Academy arbeitete er im Geschäft seines Bruders. Im Alter von achtzehn Jahren ging er nach Boston und arbeitete er als Buchhalter im Großhandelsgeschäft, einem Schuh- und Stiefelhandel, seines Onkels Wales Tucker. Im Jahr 1856 wurde er Partner in der Firma James Tucker & Company, einem Großhändler für Stiefel und Schuhe in Boston. Dort arbeitete er erfolgreich bis zum Jahr 1864, jedoch litt seine Gesundheit.
DuBois kehrte zurück nach Vermont und nach zwei Jahren war er Gesundheitlich wieder hergestellt. Er ging im Jahr 1867 nach New York und wurde Partner im Stiefel- und Schuh Großhandel DuBois, Magovern & Company im Herbst 1872 trat er in den Ruhestand, kehrte zurück nach Vermont und baute sich dort ein Haus. Er war interessiert an Bildungsfragen und beteiligt an der Gründung der West Randolph gratet School, zu ihrer Zeit eine der besten Schulen in Vermont. Er war Treasurer von Randolph seit der Gründung von Randolph als Town. Die Town hatte bis zu dem Zeitpunkt keine eigene Bank. DuBois erkannte die Notwendigkeit und gründete die Randolph National Bank von West Randolph. Er war der erste Präsident der Bank. Zudem war er Vorsitzender des Ausschusses der Wasser Kommission von West Randolph und gehörte zu den Rechnungsprüfern der Town von Randolph.
Als Mitglied der Republikanischen Partei wurde DuBois im Jahr 1876 in die General Assembly von Randolph gewählt. Er arbeitete in den Ausschüssen für Bildung und Bankwesen. Von Gouverneur Horace Fairbanks wurde er im selben Jahr zum Inspektor für Finanzen ernannt. Redfield Proctor bestätigte dies im Jahr 1878 und Roswell Farnham ebenfalls im Jahr 1880. Er hatte dieses Amt sechs Jahre inne und im Jahr 1882 wurde er zum Treasurer von Vermont gewählt. Dieses Amt übte er acht Jahre aus. Er war der erste Offizielle, der der Regierung von Vermont empfahl eine direkte Steuer auf Unternehmen einzuführen. Gouverneur Proctor unterstützte diesen Vorschlag und das Gesetz wurde verabschiedet.
Im Jahr 1892 wurde er in den Senat von Vermont für das Orange County gewählt. Er war Vorsitzender des Ausschusses für Finanzen und gehörte dem ständigen Ausschuss für Staats- und Gerichtskosten an. Er war Mitglied des Eisenbahnkomitees und mehrerer Fachausschüsse.
William H. DuBois heiratete am 1. Januar 1862 Anna Eliza Gilbert (1844–1887). Das Paar hatte neun Kinder, von denen vier im Kindesalter starben. Die DuBois waren aktive Mitglieder der Baptisten-Gemeinde von West Randolph. Am 5. Juni 1888 heiratete DuBois in zweiter Ehe Adaline L. Moulton (1839–1907). William Henry DuBois starb am 14. Mai 1907 in Randolph. Sein Grab befindet sich auf dem South View Cemetery in Randolph.